# Teen Wolf
|  | Aquest article tracta sobre la pel·lícula. Si cerqueu la sèrie de televisió, vegeu «Teen Wolf (sèrie de televisió)». |

Teen Wolf és una pel·lícula protagonitzada per Michael J. Fox. S'estrenà el 1985, el mateix any que el gran èxit Back to the Future, també protagonitzada per Fox.

## Argument
Scott Howard és un noi que va a l'institut i juga a l'equip de bàsquet, tot i que mai han guanyat el campionat. És un noi una mica insegur, la noia que li agrada, la típica rossa dolenta, passa d'ell. Els seus amics i ell van a una festa, però Scott se'n va a casa perquè es troba malament; descobreix que és un home-llop. En utilitzar els seus poders i convertir-se davant dels seus amics comença a guanyar partits i a ser l'estrella de l'institut, però els seus millors amics no veuen bé aquest canvi radical. Finalment, arriba a la conclusió que la fama és vana i no dona la felicitat, i decideix no tornar a convertir-se més i guanyar el campionat essent ell mateix.

## Repartiment
El repartiment, encapçalat per Michael J. Fox en un paper semblant al Marty McFly de Back to the Future es basa en joves actors, com Jerry Levine ("Stiles", el millor amic del Scott), "Buff", l'amiga de Scott, Pamela, de qui Scott està enamorat, Chubi, el grassonet típic de les pel·lícules dels '80, etc.

## Banda sonora
La banda sonora inclou cançons com:
- "Win in the End"
- "Big Bad Wolf"
- "Way to Go"
- "Shooting for the Moon"